# こん松・せんべい
こん松・せんべい（こんまつ せんべい）は、かつて吉本興業に所属していた漫才コンビ。1994年結成、2001年解散。

## メンバー
- 大木 こん松（おおき こんまつ、1972年10月5日 - ）
  - 本名：加村 弘樹（かむら ひろき）。
  - 兵庫県出身[1]。
  - 身長172cm、体重57kg。血液型はAB型。
  - 大木こだま・ひびきのひびきの弟子[1]。1990年に弟子入り[2]。NSC大阪校9期生と同期扱い[2]。
  - 立ち位置は向かって左。
- 笑福亭 扇平（しょうふくてい せんべい、1970年9月6日 - ）
  - 本名：久保 明（くぼ あきら）。
  - 奈良県出身[1]。
  - 身長172cm、体重65kg。血液型はB型。
  - 笑福亭仁扇の弟子[1]。1991年に弟子入り[2]。NSC大阪校10期生と同期扱い[2]。
  - 立ち位置は向かって右。

## 経歴
1994年に扇平が落語家から漫才師に転向した事で、師匠の知り合いによりこん松を誘った事で同年11月コンビを結成する。1996年に『NHK新人演芸大賞』で演芸部門において大賞を受賞した事により、多くのテレビ番組に出演した。その後、扇平の再度落語家転身により2001年に解散した。

## 受賞歴
- 今宮子供えびすマンザイ新人コンクール 香川登志緒賞（1995年）
- NHK上方漫才コンテスト 本選出場（1996年）
- NHK新人演芸大賞 演芸部門大賞（1996年）
- 上方お笑い大賞 銀賞（1996年）- 読売テレビ主催。
- 上方漫才大賞 新人奨励賞（1997年）- ラジオ大阪主催。

## 出演
- オールザッツ漫才（毎日放送、1995年 - 1998年）
- 爆笑BOOING→超爆笑BOOING（関西テレビ、両方とも勝ち抜けならず[注釈 1]）
- 爆笑オンエアバトル（NHK総合、戦績0勝1敗 最高202KB）